# Comendito

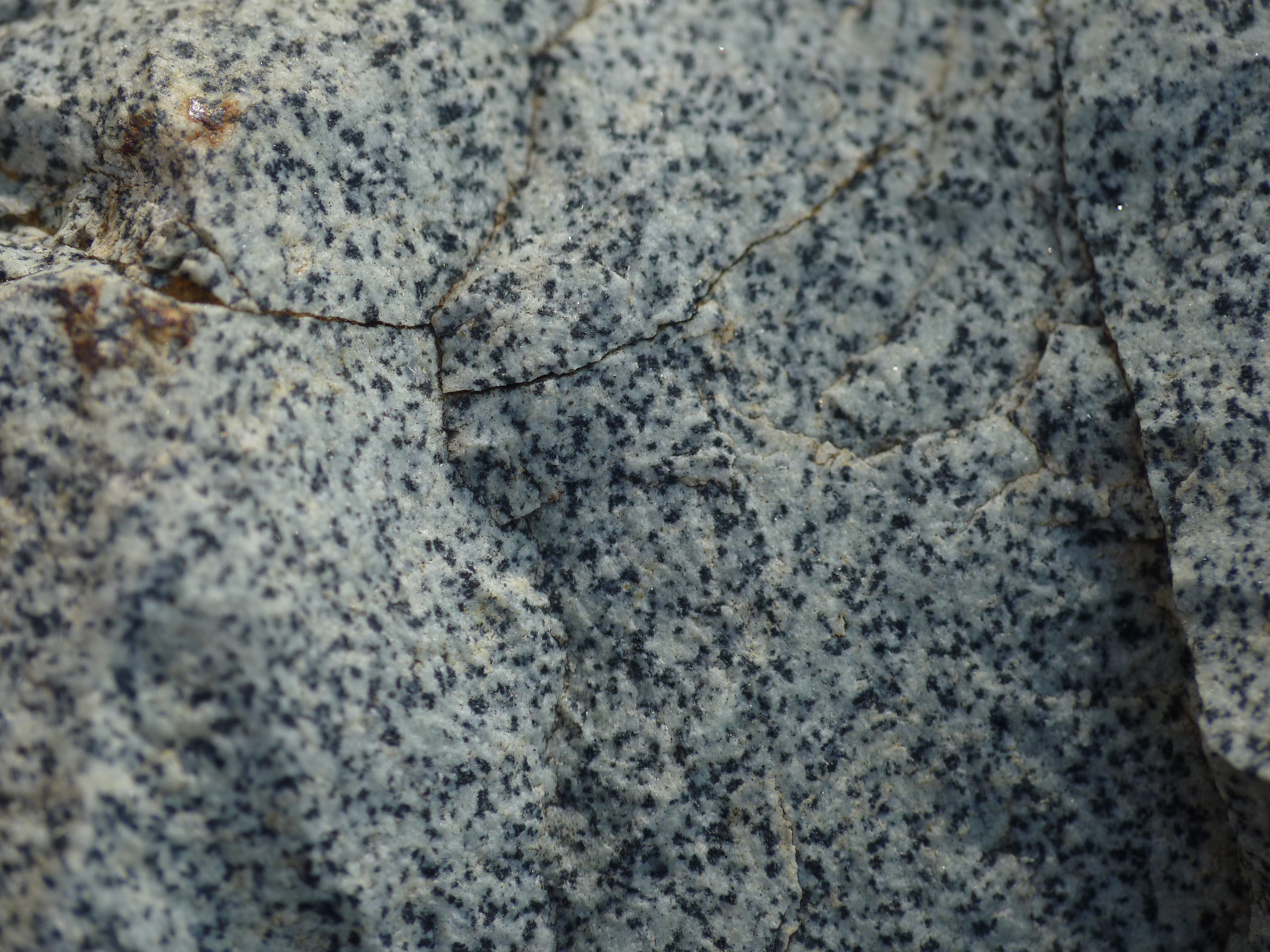
Comendito das Glass House Mountains, South East Queensland, Austrália.

Comendite é uma rocha ígnea peralcalina pertencente ao grupo dos riolitos, de elevada dureza e coloração clara com tonalidade cinzento-azulada, com abundantes fenocristais sanidina sódica e porções menores de cristais de albite e quartzo bipiramidal. A coloração azulada é devida à presença de minúsculos cristais de riebeckite ou arfvedsonite. Os comenditos ocorrem em regiões continentais sugeitas a processos de orogenia por intrusão e, especialmente, em regiões que estão ou estiveram sujeitas a processos associados a um rifte continental, tendo uma distribuição geográfica alargada. Diferencia-se das rochas panteleríticas, o outro grande agrupamento de rochas peralcalinas, pelo maior teor relativo em alumina.

## Descrição
A erupção de 1903 do vulcão Changbaishan (Monte Baekdu), na fronteira sino-coreana, produziu piroclastos pomíticos de natureza comendítica.
A designação comendito é derivada da localidade de Le Commende na ilha de San Pietro, situada ao largo da costa da Sardenha, onde a rocha foi inicialmente descrita.